# Futsal-Ozeanienmeisterschaft
Seit 1992 wird von der Oceania Football Confederation (OFC) die offizielle Futsal-Ozeanienmeisterschaft für Nationalmannschaften (engl.: OFC Futsal Championship) ausgetragen. Die erste Endrunde wurde im australischen Brisbane ausgetragen. Das Turnier findet derzeit im 2-Jahres-Rhythmus statt.
Das Turnier dient alle vier Jahre auch als Qualifikation für die Futsal-Weltmeisterschaft.

## Modus
Aktuell gilt folgender Modus: Gespielt wird in zwei Gruppen zu je vier Mannschaften in einfacher Runde Jeder gegen Jeden. Die jeweils Gruppenersten und -zweiten spielen über Kreuz das Halbfinale aus. Die beiden Verlierer spielen um den dritten Platz, die Gewinner um den Turniersieg. Frühere Turniere wurden auch im reinen Ligasystem ausgetragen. 2011 wurden alle Plätze ausgespielt.

## Die Turniere im Überblick
| Jahr         | Austragungsort        | Finale          | Finale                | Finale        | Spiel um Platz drei | Spiel um Platz drei   | Spiel um Platz drei |
| Jahr         | Austragungsort        | Ozeanienmeister | Ergebnis              | 2. Platz      | 3. Platz            | Ergebnis              | 4. Platz            |
| ------------ | --------------------- | --------------- | --------------------- | ------------- | ------------------- | --------------------- | ------------------- |
| 1992 Details | Brisbane (Australien) | Australien      | Ligasystem            | Vanuatu       | Neuseeland          | Ligasystem            |                     |
| 1996 Details | Port Vila (Vanuatu)   | Australien      | Ligasystem            | Vanuatu       | Fidschi             | Ligasystem            | West-Samoa          |
| 1999 Details | Port Vila (Vanuatu)   | Australien      | Ligasystem            | Fidschi       | Vanuatu             | Ligasystem            | Papua-Neuguinea     |
| 2004 Details | Canberra (Australien) | Australien      | Ligasystem            | Neuseeland    | Vanuatu             | Ligasystem            | Fidschi             |
| 2008 Details | Suva (Fidschi)        | Salomonen       | Ligasystem            | Tahiti        | Vanuatu             | Ligasystem            | Neuseeland          |
| 2009 Details | Suva (Fidschi)        | Salomonen       | 8:1                   | Fidschi       | Vanuatu             | 6:2                   | Neukaledonien       |
| 2010 Details | Suva (Fidschi)        | Salomonen       | Ligasystem            | Fidschi       | Neuseeland          | Ligasystem            | Vanuatu             |
| 2011 Details | Suva (Fidschi)        | Salomonen       | 6:4                   | Tahiti        | Neuseeland          | 1:1 n. V., 5:4 i.6mS. | Vanuatu             |
| 2013 Details | Auckland (Neuseeland) | Australien      | 5:1                   | Malaysia      | Neuseeland          | 1:0                   | Tahiti              |
| 2014 Details | Païta (Neukaledonien) | Malaysia        | Ligasystem            | Neukaledonien | Neuseeland          | Ligasystem            | Tahiti              |
| 2016 Details | Suva (Fidschi)        | Salomonen       | Ligasystem            | Neuseeland    | Tahiti              | Ligasystem            | Vanuatu             |
| 2019 Details | Païta (Neukaledonien) | Salomonen       | 5:5 n. V., 2:1 i.6mS. | Neuseeland    | Tahiti              | 5:5 n. V., 3:1 i.6mS. | Neukaledonien       |
| 2022 Details | Suva (Fidschi)        | Neuseeland      | 6:2                   | Salomonen     | Neukaledonien       | 5:3                   | Fidschi             |
| 2023 Details | Auckland (Neuseeland) | Neuseeland      | 5:0                   | Tahiti        | Salomonen           | 5:3                   | Fidschi             |

### Rangliste
| Rang | Land            | Titel | Jahre                              | 2. Platz | 3. Platz | 4. Platz |
| ---- | --------------- | ----- | ---------------------------------- | -------- | -------- | -------- |
| 1    | Salomonen       | 6     | 2008, 2009, 2010, 2011, 2016, 2019 | 1        | 1        | /        |
| 2    | Australien      | 5     | 1992, 1996, 1999, 2004, 2013       | /        | /        | /        |
| 3    | Neuseeland      | 2     | 2022, 2023                         | 3        | 5        | 1        |
| 4    | Malaysia        | 1     | 2014                               | 1        | /        | /        |
| 5    | Fidschi         |       |                                    | 3        | 1        | 3        |
| 6    | Tahiti          |       |                                    | 3        | 2        | 2        |
| 7    | Vanuatu         |       |                                    | 2        | 4        | 3        |
| 8    | Neukaledonien   |       |                                    | 1        | 1        | 2        |
| 9    | Papua-Neuguinea |       |                                    | /        | /        | 1        |
|      | West-Samoa      |       |                                    | /        | /        | 1        |